# Warenyky

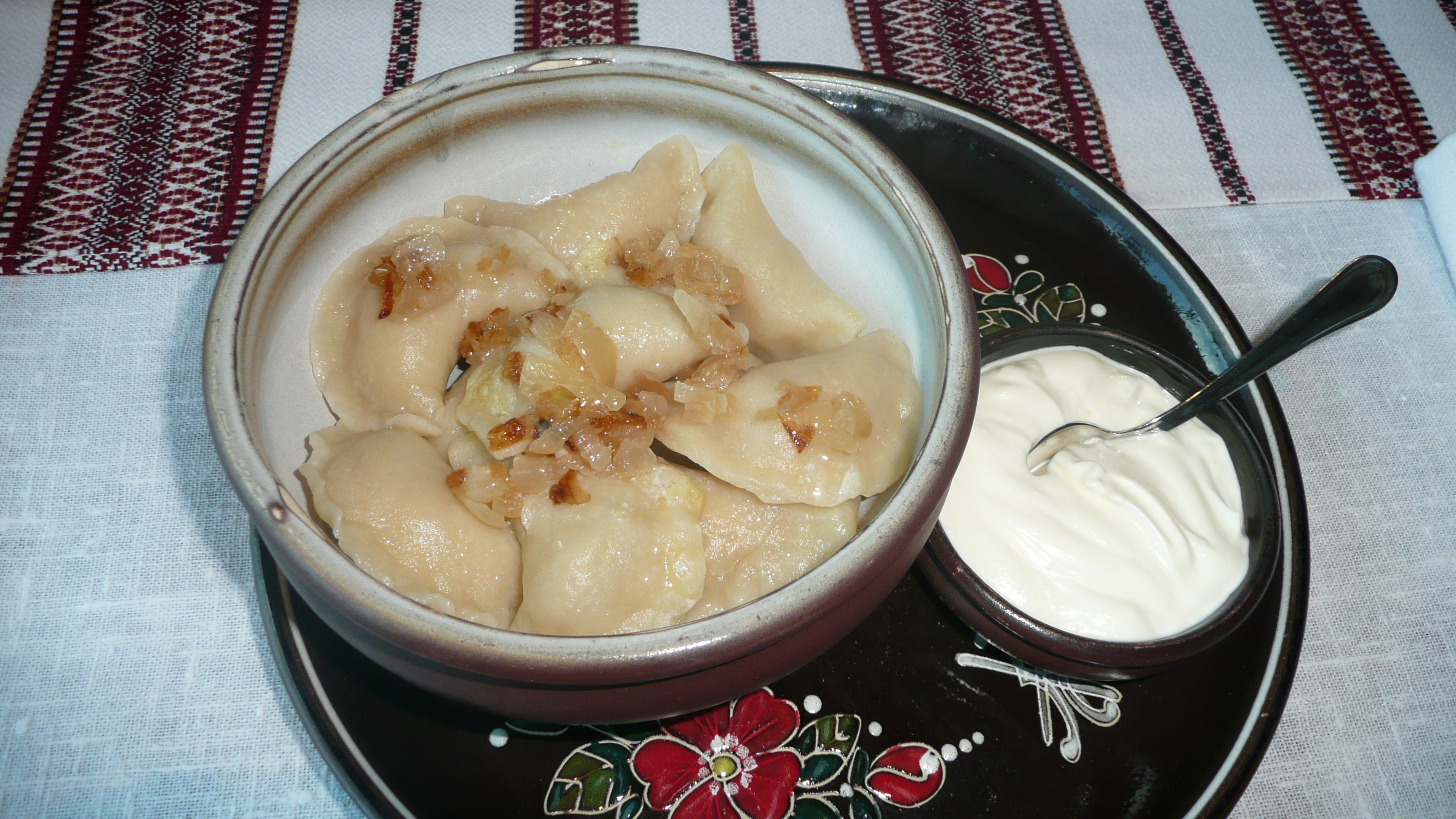
Ukrainische Warenyky mit Fleischfüllung und Smetana

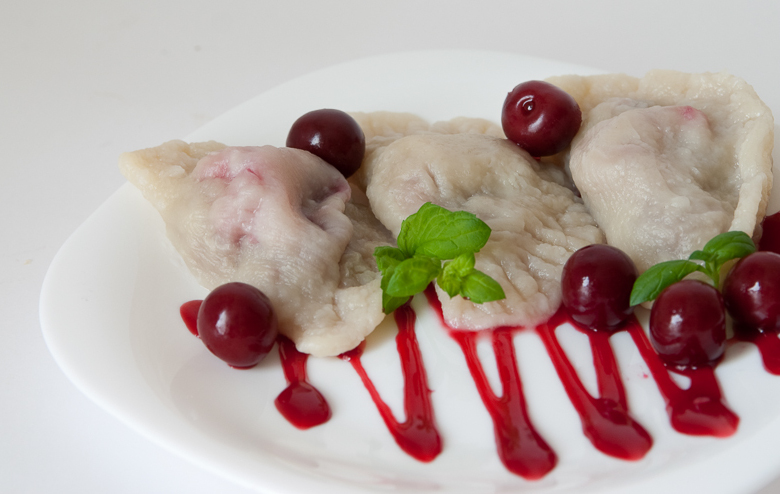
Warenyky mit Sauerkirschen gefüllt als Dessert

Warenyky (Singular Warenyk вареник) ist ein Gericht der slawischen Küche, das im gesamten Gebiet der ehemaligen Sowjetunion verbreitet ist. Es wird traditionell mit der ukrainischen Küche assoziiert und gilt in der Ukraine als Nationalgericht. Es besteht aus gefüllten, halbmondförmigen Teigtaschen, die in Salzwasser oder (in manchen Regionen) auf Dampf gekocht werden.
Warenyky sind nahezu identisch mit einigen Arten der polnischen Pierogi. In manchen westukrainischen Gebieten werden die beiden Bezeichnungen, Warenyky und Pyrohy, für das gleiche Gericht verwendet. Eine der in Polen meistverbreiteten Pierogi-Sorten, Pierogi ruskie (mit Kartoffel-Käse-Quark-Füllung statt Fleischfüllung), bezieht sich im Namen auf die früheren ostpolnischen und heutigen westukrainischen Gebiete (Ruthenien). Im restlichen Teil der Ukraine werden, ähnlich wie in Russland, die Begriffe Pyrohy und Pyrischki für Kuchen und gebackene Teigtaschen, aber nicht für Nudelgerichte verwendet.
Im Vergleich zu den ebenfalls in Osteuropa verbreiteten Pelmeni sind Warenyky in der Regel größer und haben eine wesentlich breitere Auswahl an traditionellen Füllungen (meistens bestehend aus einer Kartoffelfüllung). Bei einer Fleischfüllung wird im Unterschied zu Pelmeni üblicherweise nur vorgekochtes Fleisch verwendet, was an der Größe der Warenyky und an der allgemein kurzen Kochdauer von solchen Teigtaschen liegt.

## Zubereitung
Der Teig für Warenyky besteht aus Weizenmehl, Wasser, Salz und Ei. Manchmal wird auch Milch, Molke oder Kefir verwendet. Der Teig wird ähnlich wie chinesische Teigtaschen (Jiaozi) in eine rundliche Form platt ausgerollt und eventuell in Vierecke geschnitten. In diese wird die Füllung gelegt, und anschließend werden sie gefaltet.
Es sind sehr viele unterschiedliche Füllungen für Warenyky bekannt: gestampfte Kartoffeln, gegarter Weißkohl oder Sauerkraut, Frischkäse (Quark), Pilze, Fleisch und andere. Als süße Füllungen werden Obst oder Beeren verwendet.
Warenyky werden traditionell mit Butter und Schmand (Smetana), aber auch mit Honig oder Konfitüre (Warenje) gegessen. Als deftige Variante gilt gebratener Bauchspeck (Schkwarki) mit Zwiebeln.

## Symbolik
In der Erzählung von Nikolaj Gogol Die Nacht vor Weihnachten aus der Sammlung Abende auf dem Weiler bei Dikanka sind Warenyky durch Zauberei von ganz allein aus der Schüssel gesprungen, in den Schmand eingetaucht und in den Mund des Hexenmeisters  Patzjuk Schmerbauch geflogen. Durch diese Szene sind in den Mund springende Warenyky zum Symbol der Völlerei und Faulheit im russischen und ukrainischen Sprachraum geworden.
In der ukrainischen Literatur treten Warenyky als Symbol nationaler Identität auf. Im Gedicht Warenyky-Warenyky (1858) von Stepan Rudanskyj bittet ein russischer Soldat eine ukrainische Frau, Warenyky für ihn zu kochen. Er kann sich aber an das Wort Warenyky nicht erinnern, während die Frau so tut, als ob sie ihn nicht verstehen würde.